# 张厘
张厘（1922年—2005年4月1日），男，山西代县人，中华人民共和国政治人物，曾任黑龙江省高级人民法院院长，黑龙江省政协副主席，第六届全国人大代表。